# Рівнина

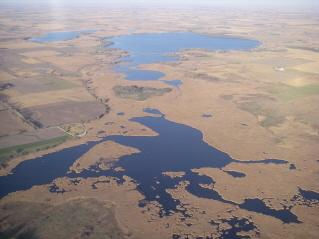
Післяльодовикова рівнина з безліччю озер та боліт у преріях, Айова, США

Рівни́ни  — форми рельєфу, при яких поверхня землі в межах видимого горизонту є рівними або слабко хвилястими. Висоти сусідніх точок мало відрізняються одна від одної — коливання відносних висот до 200 м, переходом підвищеними та зниженими ділянками поступові. Більшість рівнин похилена в якийсь бік (до 5°), який вказує течія річок. Рівнини — одні з найпоширеніших форм рельєфу суходолу (37 % площі) та дна океану (абісальні рівнини, континентальний шельф). До найбільших рівнин світу належать Амазонська і Західносибірська низовини. 

## Класифікація

### Рівнинна країна
Геологічна будова і генезис усіх ділянок конкретної рівнини подібний. В іншому випадку застосовується термін рівнинна країна. Рівнинні країни займають до 20 % суходолу планети. Прикладом рівнинної країни слугує Західносибірська низовина, північ якої сформований діяльністю льодовика, а рельєф має суто постгляціальний характер; на півдні у формуванні озерного ландшафту навпаки брали участь карстові і суфозійні процеси. Рівнинні країни у геологічному відношенні збігаються з відповідними тектонічними платформами (Східноєвропейська, Північноамериканська). У межах рівнинної країни можуть зустрічатись ділянки з густо розчленованим рельєфом (Жигулівські гори на Східноєвропейській рівнині).

### Генетична
Більшість рівнин формуються на платформах, у гірських областях рівнини приурочені переважно до міжгірних і передгірних прогинів. На рівнинах переважно акумулюються продукти вивітрювання, материнські породи відіграють слабку роль у формуванні рельєфу. Хоча процеси ерозії поверхневих шарів можуть докорінно перетворити рівнинний рельєф, надавши йому рис гірського.
За походженням розрізняють:
- Структурні (первісні), які складені переважно горизонтальними шарами осадових, магматичних (вулканічні плато) гірських порід[2]. Вирівненість поверхні таких рівнини зумовлена саме структурними особливостями геологічної будови. Наприклад, Причорноморська і Прикаспійська низовини являють собою нещодавно оголене морське дно, складене горизонтальними шарами морських осадів; Середньосибірське плоскогір'я складене горизонтальними шарами вивержених порід (сибірські трапи)[3].
- Акумулятивні (насипні), утворені в результаті накопичення матеріалу на дні морських басейнів, або ж на басейнів суходолу, часто екзогенним агентом (вітер, водний потік, льодовик). Найпоширеніший генетичний тип рівнин з великою кількістю підтипів[3].
  - Алювіальні рівнини утворюються внаслідок накопичення матеріалу в долинах річок та озерних западинах. Типовими прикладами слугують заплави й річкові тераси, дельти великих річок (Ніл, Лена). Характерні елементи рельєфу — заболочені луки старик. Озерні рівнини характеризуються вирівненою поверхнею, наприклад, територія навколо Аральського моря[2][3].
  - Передгірські похилі рівнини мають досить складний генезис. Одні є наслідком накопичення алювію в конусах виносу зі схилів гір, або внутрішніх дельт річкових потоків; інші — наслідок накопичення у передгірській частині делювіального матеріалу (чим далі від схилів, тим дрібнішого, що пояснюється законами ерозії та акумуляції)[3][2]. Такі рівнини часто ускладнені терасами, валами і глибокоеродованими річковими долинами[3].
  - Морські акумулятивні рівнини являють собою підняті над сучасним рівнем моря ділянки древнього морського дна[2]. Рельєф слабопохилий, ускладнений береговими валами, річковими річищами. Наприклад на Прикаспійській низовини, на правому березі річки Волга відомі Берівські бугри, гряди завдовжки 25 км, завширшки 200—300 м і заввишки 10-45 м, відстані між грядами 1-2 км[3].
  - Льодовикові моренні рівнини вирізняються складним льодовиковим рельєфом (пагорби, гряди, друмліни, ози, ками, озерні западини) і значним розвитком озер, боліт[2][3]. Перепади відносних висот 30-40 м[3].
  - Зандрові рівнини утворюються по зовнішньому краю кінцевих морен покрівних льодовиків і складені переважно пісками, галечниками з домішкою валунів[2]. Рельєф слабопохилий в протилежний бік від кінцевої морени, ускладнений терасами долин, дюнами (Північне Полісся)[3].
  - Еолові рівнини являють собою ділянки земної поверхні сучасний рельєф яких утворений дією вітру, генетично ж утворені алювіальною діяльністю древніх річок, морськими і озерними відкладами. До цього підтипу рівнин належать Центральноазійські піщані пустелі (Каракуми)[3].
  - Органогенні рівнини — це поверхні величезних торф'яних боліт, які вирівнюють нерівності материнського рельєфу. Для них характерний опуклий профіль, з невеличкими буграми та валами. Від'ємні форми рельєфу виражені слабко і тимчасово. Величезні площі займають на півночі Східноєвропейскої рівнини і Західносибірська низовина[3].
- Скульптурні.
  - Абразійні рівнини утворюються внаслідок руйнівної діяльності морських хвиль і являють собою трохи похилу в бік моря поверхню корінних гірських порід, перекриту (часто майже оголену) шаром морських відкладень[2]. Інколи можна зустріти древні берегові вали, бари[3].
  - Денудаційні рівнини (залишкові) складені корінними гірськими породами, що виходять на поверхню, або безпосередньою під нею. Рівнинність утворена в результаті руйнування первинного рельєфу процесами денудації[2][3]. Типовий приклад — пенеплен, слабкогорбиста поверхня, де підвищеним ділянкам відповідають виходи твердіших гірських порід, а пониженим — зруйновані залишки менш стійких порід (Казахських дрібноспоковик)[3].

### Морфологічна
Відповідно до морфології поверхні розрізняють:
- горизонтальні (пласкі) — з одноманітним і незначним похилом в один бік;
- нахилені — з виразнішим похилом, як правило, такі рівнини облямовують гірські райони;
- вогнуті — похило знижуються від периферії до центру (Таримська западина);
- хвилясті — без виразного одноманітного похилу в один бік;
- опуклі — похило знижуються від центру до периферії[2][1][3].

У кожному з вищенаведених типів окремі форми рельєфу можуть ускладнювати загальну картину, тому у морфологічній типізації рівнин виділяють додатковий параметр:
- горбисті;
- хвилясті;
- ступінчасті (у тому числі терасовані)[4][3].

За типом, ступенем, глибиною розчленування рівнини поділяються на:
- Слабо розчленовані (пласкі, нерозчленовані). Такі рівнини характеризуються незначними перепадами відносних висот (до 10 м). В Україні типовими прикладами таких рівнин слугують Поліська і Причорноморська низовини (в Херсонські області).
- Дрібно розчленовані. Такі рівнини характеризуються перепадами висот у діапазоні 5-30 м, розвиненою яружно-балковою системою, замкненими западинами. До цього типу належить переважна частина рівнин центральної і східної України.
- Глибоко розчленовані. Такі рівнини характеризуються перепадами відносних висот у діапазоні 20—200 м, часто крутими схилами пагорбів. В Україні типовими прикладами таких рівнин слугують Передкарпатська і Подільська височини.

У картографії при створенні гіпсометричних і фізичних карт широко застосовується класифікація рівнинних форм рельєфу за положенням над рівнем моря. Хоча усталена топоніміка географічних об'єктів може і не збігатися з нею. За вищенаведеним типом класифікації рівнини поділяються на:
- Депресії, що розташовуються нижче рівня моря і мають від'ємні показники абсолютної висоти. Наприклад, западини Турфанська, Каттара, озера Мертве море.
- Низовини, абсолютні висоти рельєфу яких не перевищують позначок у 200 м. Наприклад, Придніпровська низовина в Україні.
- Височини, рівнинні ділянки земної поверхні, що характеризуються висотами у діапазоні 200—500 м. Наприклад, Придніпровська височина в Україні.
- Нагір'я — рівнини, що розташовуються на висотах більше за 500 м над рівнем моря. Наприклад, Іранське нагір'я, Альтіплано в Андах.

## Рівнини в Україні

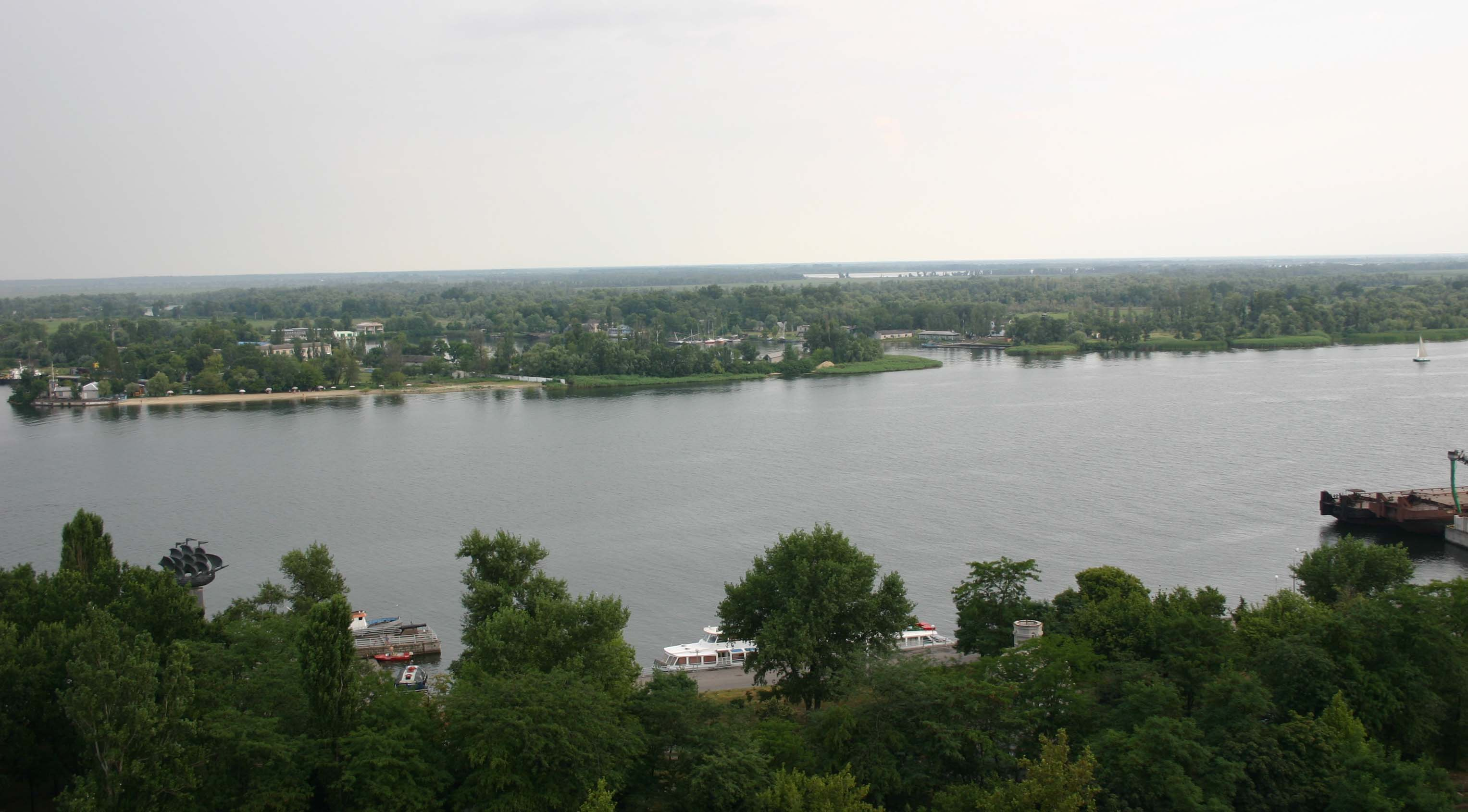
Долина Дніпра в районі Херсона

Рівнини займають 15—20 % суходолу Землі (в Україні — майже 95 % її території). На території України є Причорноморська, Придніпровська, Поліська, Закарпатська низовини і Волинська, Подільська, Приазовська, Придніпровська та інші, менші за площею, височини.
Найвищою точкою рівнинної частини України є гора Берда (515 м) на Хотинській височині.
Приклади підводних рівнин: шельфові рівнини Чорного та Азовського морів і рівнина дна Чорноморської западини.